# شاهين أباد (أشنوية)
شاهين‌ أباد هي قرية في مقاطعة أشنوية، إيران. عدد سكان هذه القرية هو 109 في سنة 2006.